# Joannas
Joannas település Franciaországban, Ardèche megyében. Lakosainak száma 317 fő (2022. január 1.). Joannas Chassiers, Jaujac, Prunet, Rocher, Rocles, Sanilhac és Tauriers községekkel határos.

## Népesség
A település népességének változása:
| Lakosok száma | 249  | 214  | 304  | 327  | 324  | 311  | 302  | 299  | 295  | 317  |
|               | 1968 | 1982 | 1999 | 2006 | 2011 | 2015 | 2017 | 2018 | 2020 | 2022 |